# دورة الأكسجين

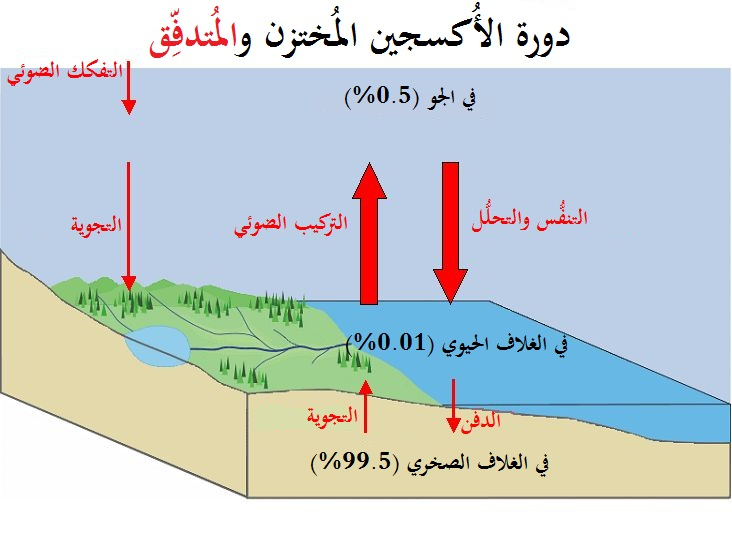
دورة الأكسجين.

تشير دورة الأكسجين إلى التحركات المختلفة لعنصر الأكسجين عبر الغلاف الجوي (الهواء)، والمحيط الحيوي (النباتات والحيوانات)، والغلاف المائي (المسطحات المائية والأنهار الجليدية)، والغلاف الصخري (قشرة الأرض). تُظهر دورة الأكسجين كيفية إنتاج الأكسجين الحر وتوفّره في كل من هذه المناطق، وكذلك كيفية استخدامه. وتُعد هذه الدورة من الدورات الجيوكيميائية الحيوية، حيث تنتقل ذرات الأكسجين بين حالات الأكسدة المختلفة في الأيونات والأكاسيد والجزيئات، من خلال تفاعلات الأكسدة والاختزال داخل وبين خزانات أو أوساط كوكب الأرض.
غالبًا ما يُقصد بالأكسجين في الأدبيات العلمية الشكل الأكثر شيوعًا له، وهو الأكسجين الجزيئي أو الثنائي (O₂)، نظرًا لأنه ناتج أو مادة متفاعلة شائعة في العديد من تفاعلات الأكسدة والاختزال الجيوكيميائية الحيوية في هذه الدورة. وتُصنَّف العمليات في دورة الأكسجين على أنها إما بيولوجية أو جيولوجية، وتُقيَّم وفقًا لما إذا كانت تُنتج الأكسجين (مصدر) أو تستهلكه (مصرف).
الأكسجين هو أحد أكثر العناصر وفرة على الأرض، ويمثل نسبة كبيرة من كل خزان من خزاناته الرئيسية. ويُعد الغلاف الصخري (قشرة الأرض والوشاح) أكبر خزان للأكسجين بفارق كبير، إذ يحتوي على نحو 99.5٪ من كتلة الأكسجين الموجودة على الكوكب، وذلك في صورة معادن السيليكات والأكاسيد. أما الغلاف الجوي والغلاف المائي والمحيط الحيوي مجتمعين، فيحتوون على أقل من 0.05٪ من إجمالي كتلة الأكسجين على الأرض. وإلى جانب الأكسجين الجزيئي (O₂)، يوجد الأكسجين أيضًا في عدة مركبات موزعة في خزانات سطح الأرض، مثل الماء (H₂O)، وثاني أكسيد الكربون (CO₂)، وحمض النتريك (HNO₃)، وأكاسيد النيتروجين (NO وNO₂)، أحادي أكسيد الكربون (CO)، وبيروكسيد الهيدروجين (H₂O₂)، والأوزون (O₃)، وثاني أكسيد الكبريت (SO₂)، وحمض الكبريتيك (H₂SO₄)، وأكاسيد المغنيسيوم والكالسيوم والألمنيوم والسيليكون (MgO, CaO, Al₂O₃, SiO₂)، وفوسفات PO₄³⁻.

## الخزانات
يُعد الغلاف الصخري، المكوَّن من معادن السيليكات والأكاسيد في القشرة الأرضية والوشاح، أكبر خزان للأكسجين على كوكب الأرض، إذ يحتوي على نحو 99.5٪ من إجمالي الأكسجين. ولم يُطلَق من هذا المخزون الضخم سوى نسبة ضئيلة على شكل أكسجين حر، حيث يوجد نحو 0.36٪ في الغلاف الجوي، وقرابة 0.01٪ في الغلاف الحيوي. ويُعد التمثيل الضوئي المصدر الأساسي للأكسجين الحر في الغلاف الجوي، إذ تُنتِج النباتات من خلاله السكريات والأكسجين الحر باستخدام ثاني أكسيد الكربون والماء.
{\displaystyle \mathrm {6\ CO_{2}+6H_{2}O+energy\longrightarrow C_{6}H_{12}O_{6}+6\ O_{2}} }
تشمل الكائنات التي تقوم بعملية التمثيل الضوئي كلاً من النباتات في البيئات البرية والعوالق النباتية في المحيطات. وتُعد البكتيريا الزرقاء البحرية الدقيقة، Prochlorococcus، التي اكتُشفت عام 1986، من أهم هذه الكائنات، إذ تساهم بأكثر من نصف النشاط الضوئي في المحيطات المفتوحة.
كما يوجد مصدر إضافي للأكسجين الحر في الغلاف الجوي يتمثل في عملية التحلل الضوئي، حيث تعمل الأشعة فوق البنفسجية عالية الطاقة على تفكيك جزيئات الماء وأكسيد النيتروز في الغلاف الجوي إلى ذرات عناصر. وتهاجر ذرات الهيدروجين والنيتروجين الحرة إلى الفضاء، تاركة جزيئات الأكسجين (O₂) متبقية في الغلاف الجوي.
{\displaystyle \mathrm {2\ H_{2}O+energy\longrightarrow 4\ H+O_{2}} }
{\displaystyle \mathrm {2\ N_{2}O+energy\longrightarrow 4\ N+O_{2}} }
المسار الرئيسي لفقدان الأكسجين الحر من الغلاف الجوي يتمثل في عمليات التنفس والتحلل، وهي الآليات التي تستخدمها الكائنات الحية، مثل الحيوانات والبكتيريا، لاستهلاك الأكسجين وإطلاق ثاني أكسيد الكربون.
كما يستهلك الغلاف الصخري الأكسجين الحر من خلال عمليات التجوية الكيميائية والتفاعلات التي تحدث على سطح الأرض. ومن الأمثلة على ذلك التجوية الكيميائية السطحية التي تؤدي إلى تكوّن أكاسيد الحديد، المعروفة بالصدأ.
{\displaystyle \mathrm {4\ FeO+O_{2}\longrightarrow 2\ Fe_{2}O_{3}} }
يدور الأكسجين أيضًا بين المحيط الحيوي والغلاف الصخري. تقوم الكائنات البحرية في المحيط الحيوي بإنتاج مواد قشرية من كربونات الكالسيوم (CaCO3) التي تحتوي على نسبة عالية من الأكسجين. عند موت هذه الكائنات، تُترسب أصدافها على قاع البحار الضحلة وتُدفن مع مرور الزمن، مما يؤدي إلى تكوين صخور رسوبية مثل الحجر الجيري في الغلاف الصخري. بالإضافة إلى ذلك، تُسهم العمليات التي تقوم بها هذه الكائنات في تحرير الأكسجين الحر من الغلاف الصخري من خلال عمليات التجوية. حيث تقوم النباتات والحيوانات باستخلاص المعادن من الصخور والمواد الغذائية، مطلقةً الأكسجين في هذه العملية.